# Kościółkowe Koryto

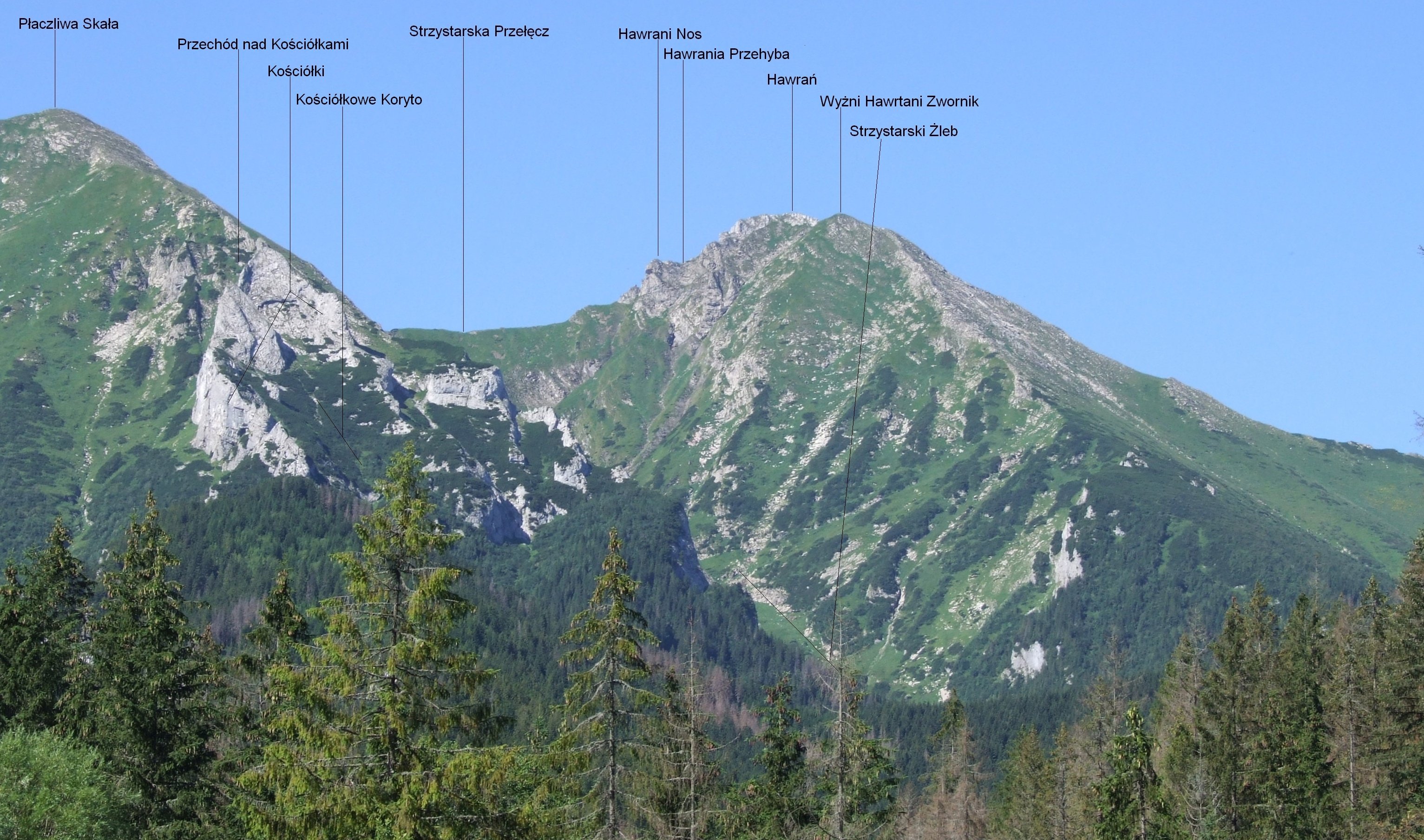
Widok na Hawrań i Kościółki z Doliny Mąkowej

Kościółkowe Koryto – żleb na północnej stronie słowackich Tatr Bielskich. Jest orograficznie prawym odgałęzieniem Strzystarskiego Żlebu. Jego nazwę wprowadził Władysław Cywiński w 4 tomie przewodnika Tatry. Żleb jest stromy, częściowo skalisty, miejscami płytowy, a częściowo trawiasty. Ma wylot na Polanie pod Żlebiną. W górnej części rozgałęzia się na dwie odnogi. Orograficznie prawa odnoga wchodzi między granie Kościółków, lewa między  zachodnią grań Kościółków i urwistą grzędę wyrastającą z północnego zbocza Płaczliwej Skały, około 100 m powyżej Przechodu nad Kościółkami. Żlebem tym prowadzi droga taternicka z dolnej części Strzystarskiego Żlebu na Przechód nad Kościółkami i dalej na Płaczliwą Skałę (miejscami III w skali tatrzańskiej). Z górnej części Kościółkowego Koryta można też wyjść bez większych trudności na wiele turni w Kościółkach (od drugiej strony są bardzo trudno dostępne).
Orograficznie lewa grań Kościółków opada do Strzystarskiego Żlebu pionową ścianą o wysokości około 150 m. Najsłabszym jej punktem jest tzw. Piękne Zacięcie – wybitna formacja skalna znajdująca się tuż powyżej wylotu Kościółkowego Koryta. Tylko tą formacją udało się taternikom pokonać długą, bo licząca około 700 m ścianę. Cała pozostała część ściany jest dziewicza. Pierwsze przejście: Jan Muskat, Jacek Jania i Maciej Głuszkowski 5 listopada 1966 r. Ocenili przejście na VII. Obecnie jest to zamknięty dla taterników i turystów obszar ochrony ścisłej Tatrzańskiego Parku Narodowego.